# Séverine Szewczyk
Pour les articles homonymes, voir Szewczyk.
Séverine Szewczyk est une joueuse française de volley-ball d'origine polonaise, née le 29 juin 1976 à Seclin (Nord). Elle mesure 1,79 m et jouait au poste de pointue. Internationale française de 1997 à 2004. (Plus de 80 sélections)

## Clubs
| Club                    | Pays     | Saison               | Niveau      | Rang              |
| ----------------------- | -------- | -------------------- | ----------- | ----------------- |
| Courrières Volley Sport | France   | 1991-1992            | x           | x                 |
| Courrières Volley Sport | France   | 1992-1993            | x           | x                 |
| Courrières Volley Sport | France   | 1993-1994            | x           | x                 |
| Courrières Volley Sport | France   | 1994-1995            | x           | x                 |
| Courrières Volley Sport | France   | 1995-1996            | x           | x                 |
| Courrières Volley Sport | France   | 1996-1997            | Nat 1A      | x Descente        |
| Dauphines Charleroi     | Belgique | 1997-1998            |             | x                 |
| SES Calais              | France   | 1998-1999 → Déc 1999 | Nat 1A      | Mutation          |
| Dauphines Charleroi     | Belgique | jan 2000-2001        |             | x                 |
| Dauphines Charleroi     | Belgique | 2001-2002            |             | x                 |
| VBC Tongeren            | Belgique | 2002-2003            | .           | x                 |
| Melun-La Rochette       | France   | 2004-2005            | Ligue A Fém | 3e                |
| VBC Tongeren            | Belgique | 2005-2006            | .           | x                 |
| Harnes Volley-Ball      | France   | 2007-2008            | Nationale 1 | Nc                |
| SES Calais              | France   | 2008-2009            | Ligue A Fém | 7e                |
| Le Cannet-Rocheville    | France   | 2009-2010            | Ligue A Fém | 3e                |
| Hainaut Volley          | France   | 2010-2011            | Nationale 1 |                   |
| Hainaut Volley          | France   | 2011-2012 (Cap)      | Pro A Fém   | 6e                |
| Hainaut Volley          | France   | 2012-2013 (Cap)      | Pro A Fém   | 11e               |
|                         |          | 2013-2014            |             |                   |
|                         |          | 2014-2015            |             |                   |
| Halluin                 | France   | 2015-2016            | Nat-2       | 3e poule play off |
| Halluin                 | France   | 2016-2017            | Nat-2       | 4e Poule Finale   |
| Halluin                 | France   | 2017-2018            | Elite Fém   | 6e Play off       |

## Palmarès

### En sélection
- Médaillée de bronze aux Jeux méditerranéens de 2001[1].

### En club
- Championnat de Belgique (2)
  - Vainqueur : 2003, 2004

- Coupe de Belgique (2)
  - Vainqueur : 2003, 2004

- Supercoupe de Belgique (1)
  - Vainqueur : 2003

## Divers
- Joueuse française internationale de volley-ball
- Club formateur : Le Courrières Volley Sport présidé par Bernard Hébant puis César Szewczyk (père de Séverine)
- Profession : Joueuse pro, Entraîneur de volley,  agent de développement pour le comité Pas-de-Calais de volley-ball